# 達蓋特布魯克鎮區 (明尼蘇達州克羅溫縣)
達蓋特布魯克鎮區（英語：Daggett Brook Township）是位於美國明尼蘇達州克羅溫縣的一個行政鎮區。

## 地方資料
達蓋特布魯克鎮區的面積為94.14平方千米，當中陸地面積為93.94平方千米，而水域面積為0.20平方千米。根據2020年美國人口普查的數據，當地共有人口551人，而人口密度為每平方千米5.85人。